# Corynomalus
Corynomalus es un género de coleóptero de la familia Endomychidae.

## Especies
Las especies de este género son:
- Corynomalus apicalis
- Corynomalus auratus
- Corynomalus auronitens
- Corynomalus batesi
- Corynomalus chrysodetus
- Corynomalus circumcinctus
- Corynomalus clavatas
- Corynomalus colon
- Corynomalus coriaceus
- Corynomalus csikii
- Corynomalus dentatus
- Corynomalus discoideus
- Corynomalus elegans
- Corynomalus erotyloides
- Corynomalus felix
- Corynomalus femoralis
- Corynomalus humeralis
- Corynomalus laetus
- Corynomalus laevigatus
- Corynomalus lividus
- Corynomalus malkini
- Corynomalus marginatus
- Corynomalus maximus
- Corynomalus mimus
- Corynomalus nigripennis
- Corynomalus nitidus
- Corynomalus obscurus
- Corynomalus obsti
- Corynomalus paraecus
- Corynomalus perforatus
- Corynomalus prolongus
- Corynomalus punctatus
- Corynomalus quadrimaculalus
- Corynomalus reductus
- Corynomalus robustus
- Corynomalus ruficornis
- Corynomalus rufipennis
- Corynomalus saturatus
- Corynomalus separandus
- Corynomalus singularis
- Corynomalus sinuatipes
- Corynomalus speciosus
- Corynomalus splendidus
- Corynomalus subapicalis
- Corynomalus subcordatus
- Corynomalus tarsatus
- Corynomalus vestitus
- Corynomalus vexillarius